# René Sturel
René Sturel, né le 23 avril 1885 dans le 10e arrondissement de Paris et mort pour la France à Châtelet en Belgique le 22 août 1914, est un professeur de littérature français du XXe siècle. Son nom est inscrit au Panthéon parmi les 560 écrivains morts au combat pendant la Première Guerre mondiale.

## Biographie
René Jules Eugène Sturel, né le 23 avril 1885 au no 93 de la rue de Maubeuge à Paris, est le fils d'Edmond Claude Justin Sturel (1838-1913), caissier et de Hélène Joséphine Sturel (1853-1931), tous deux originaires de Thionville.    
Après avoir été élève au collège Rocroy-Saint-Léon, il achève ses études secondaires au lycée Condorcet, il les poursuit à la Sorbonne où il obtient la licence ès lettres en 1905. Il fait son service militaire au 54e régiment d'infanterie d'octobre 1905 à septembre 1906. Envoyé dans la disponibilité, il est nommé sergent en 1907 et promu sous-lieutenant de réserve en 1910.    
Après le service militaire, il obtient le diplôme d'études supérieures en 1907 avec un mémoire intitulé Jacques Amyot, traducteur des Vies parallèles de Plutarque. Celui-ci est publié en 1908 dans la collection de la Bibliothèque littéraire de la Renaissance et lui vaut un prix de l'Académie des inscriptions et belles-lettres l'année suivante. Il est également auditeur à l'École pratique des hautes études et suit les conférence de paléographie latine d'Émile Chatelain et de l'historien de la littérature du XVIe siècle Abel Lefranc.    
Il réussit le concours de l'agrégation en lettres en 1909 et devient professeur de seconde au lycée de Saint-Étienne (1909-1910).    
Le 19 octobre 1910, il épouse Marguerite Marie Josèphe Ratoin (1888-) à la mairie du 7e arrondissement de Paris, avec pour témoins René Pichon et Émile Picot, et prend un congés de 1910 à 1912 pour préparer une thèse de doctorat à la Sorbonne consacrée à l'influence de l'hellénisme en France au début du XVIe siècle. Il fait de nombreuses publications à partir de ses recherches et s'éloigne de son objectif avec la rédaction d'une étude sur Bandello en France au XVIe siècle.    
En 1912, il reprend ses fonctions de professeur au lycée de Beauvais, puis au lycée du Havre en 1913 et entreprend un travail sur la « méthode d'enseignement du latin ».    
À la mobilisation, il est affecté comme sous-lieutenant à la tête de la 2e section de la 5e compagnie du 36e régiment d'infanterie à Caen. Le 22 août 1914, son régiment participe à la bataille de Charleroi à Châtelet. Sa section doit couvrir la retraite du bataillon sur la Sambre avec la section de mitrailleuses. Resté avec quelques hommes pour ralentir l'ennemi, René Sturel est porté disparu,. Ce n'est que six mois plus tard qu'une liste avec les noms des officiers tués à Châtelet est communiquée par l'armée allemande, parmi lesquels figure son nom,. Après la guerre, il est inhumé au cimetière militaire français de la Belle-Motte à Aiseau (tombe 538).
La citation qui accompagne sa distinction à l'ordre de la Légion d'honneur en précise les circonstances : « excellent officier, d'une attitude remarquable au feu. Chargé de soutenir une section de mitrailleuses, a continué à tenir tête à l'ennemi qui le débordait de tous côtés jusqu'à ce qu'il ait été mortellement frappé (janvier 1915), au Châtelet ».

## Œuvres principales
- Jacques Amyot, traducteur des "Vies parallèles" de Plutarque, 1908
- Bandello en France au XVIe siècle, 1918

## Distinctions
- Chevalier de la Légion d'honneur, à titre posthume, décret du 17 avril 1920[17]
- 1910 : Académie des inscriptions et belles-lettres - Prix Delalande-Guérineau pour sa monographie de Jacques Amyot[18]
- 1915 : Académie française - Prix Saintour pour Jacques Amyot[19]

## Hommages
- Le nom de René Sturel est inscrit au Panthéon dans la liste des 560 écrivains morts pour la France[20].
- Son nom figure sur les plaques commémoratives 1914-1918 de la Sorbonne à Paris, sur le monument aux morts et le monument commémoratif du lycée François 1er au Havre[21].
- Jean Plattard lui dédie son ouvrage L'adolescence de Rabelais en Poitou publié en 1923[22].